# Táhiridák
A Táhiridák egy iráni származású emírdinasztia tagjai voltak a 9. században, 821 és 873 között. Uralmuk magterülete Horászán volt, de hozzá tartozott az összes kelet-iráni és közép-ázsiai tartomány is: Tabarisztán, Gorgán, Kúmisz, Szisztán és Transzoxánia is. Befolyásuk alá tartozott a területeikről származó és innen ellátott bagdadi központi hadsereg (horászáni gárda) és rendfenntartó alakulatok (surta), ami jelentős hatalmat adott a kezükbe. A szisztáni eredetű Szaffáridák buktatták meg őket. Központjuk először Merv, később Nisápur volt. Kulturális örökségük is igen jelentős: nevükhöz fűződik a perzsa nyelvű irodalom újjáélesztése.

## Történetük
Táhir ibn Huszajn, a dinasztiaalapító egy horászáni nagyúr volt, aki hathatós segítséget nyújtott a Hárún ar-Rasíd rendelkezése értelmében keleti birodalomfelet igazgató, Mervben székelő al-Mamúnnak a bátyja, al-Amín kalifa ellenében. Bár 813-ban sikerült bevenni Bagdadot, és al-Mamún lett a kalifa, egészen 819-ig jobbnak látta nem elhagyni Horászán területét. Ezt követően 821-ben Táhirt, hű hívét hűsége fejében örökös horászáni helytartónak nevezte ki.
A pillanatnyilag hasznosnak tűnő rendelkezés hamarosan veszélyesnek bizonyult. Már maga Táhir függetlenítette magát a kalifátustól, ennek jeleként 822-ben elhagyatta a kalifa nevét a pénteki szentbeszédből (hutba). Mivel azonban hamar meghalt, a kalifa hozzájárult, hogy fia, Talha örökölje tisztségét. Talha és fivére, az őt 828-ban követő Abdalláh nagy szolgálatot tettek a birodalomnak különféle felkelések elleni harcaikkal – Abdalláh például oroszlánrészt vállalt a tabarisztáni Mázjár elleni háborúskodásban, melynek eredményeképpen területeit sajátjához csatolhatta.
Ettől eltekintve a központi kormányzat tisztában volt a dinasztia veszélyes túlhatalmával, ezért elsősorban a hadsereg irányítását próbálták meg kivenni a Táhiridák kezéből. Ennek kapcsán jött létre az elsősorban törökökből álló, korábbi központi seregtől független, könnyűlovas rabszolgahaderő, amelynek tisztjei nemsokára hasonló, sőt maradandóbb veszélyforrássá váltak, mint maguk a Táhiridák voltak.
Abdalláh fia, Táhir (845–862) még egyben tudta tartani birodalmát, nem így az ő gyermeke, Muhammad (862–873). A zajdita síita felkelők 864-ben elszakították Tabarisztánt, 867-ben pedig Szisztán kormányzója, a Szaffárida dinasztia alapítója, Jaakúb ibn al-Lajsz lázadt fel, meghódítva Herátot. Az utolsó táhirida emír hatalma mindinkább visszaszorult, végül 873-ban Nisápur, a székhelye is Ibn Lajsz kezére került.
A fogságból 876-ban szabadulva Muhammad Bagdadba került, ahol a bázis nélküli család még őrizte névleges hatalmát. 879-ben a tartomány hivatalosan is a Jaakúbot követő Amr ibn al-Lajsz emírsége lett. Az új horászáni helytartó elérte, hogy a Muhammad kiessen az uralkodó kegyeiből, helyette egy nagybátyját, Ubajd Alláh ibn Abdalláhot juttatta magas pozícióba.
Amikor 884-ben nyílt kenyértörésre került sor az udvar és a Szaffáridák között, Muhammad elnyerte Bagdad kormányzásának lehetőségét, sőt névlegesen Horászánét is. Ez utóbbit azonban sosem volt módja valóssá tenni. 890 körül bekövetkezett halálával a Táhiridák elvesztették korábbi befolyásuk utolsó maradékait is.
A transzoxániai Számánidák a Táhiridák fontos kereskedelmi utakat ellenőrző klienseiként emelkedtek fel, és később ők buktatták meg a Szaffáridákat.

## Kulturális hagyatékuk
A Táhiridák iráni udvara volt az immár iszlamizált perzsa kultúra újjáéledésének első központja. A pehlevit ekkor kezdték el először arab betűkkel átírni, és innen indult ki az arab kulturális dominancia elleni irodalmi mozgalom, az ún. suúbijja – igaz, a perzsa reneszánsz központja a Számánidák transzoxániai birodalma volt.

## Uralkodók
| Uralkodó                                            | Születési idő | Halálozási idő | Élethossz | Uralkodási idő       | Uralkodási évek | Megjegyzés |
| --------------------------------------------------- | ------------- | -------------- | --------- | -------------------- | --------------- | ---------- |
| I. Táhir                                            | 775/776       | 822            | 46–47 év  | kormányzó: 821 – 822 | 1 év            |            |
| Talhá                                               | ?             | 828            | ?         | kormányzó: 822 – 828 | 6 év            |            |
| Abdalláh                                            | 798           | 844            | 46 év     | kormányzó: 828 – 844 | 16 év           |            |
| II. Táhir                                           | ?             | 862            | ?         | kormányzó: 845 – 862 | 17 év           |            |
| Mohammed                                            | ?             | 890 körül      | ?         | kormányzó: 862 – 873 | 11 év           |            |
| 873-ban a terület a Szaffárida Birodalom része lett |               |                |           |                      |                 |            |